# Leptothorax muscorum

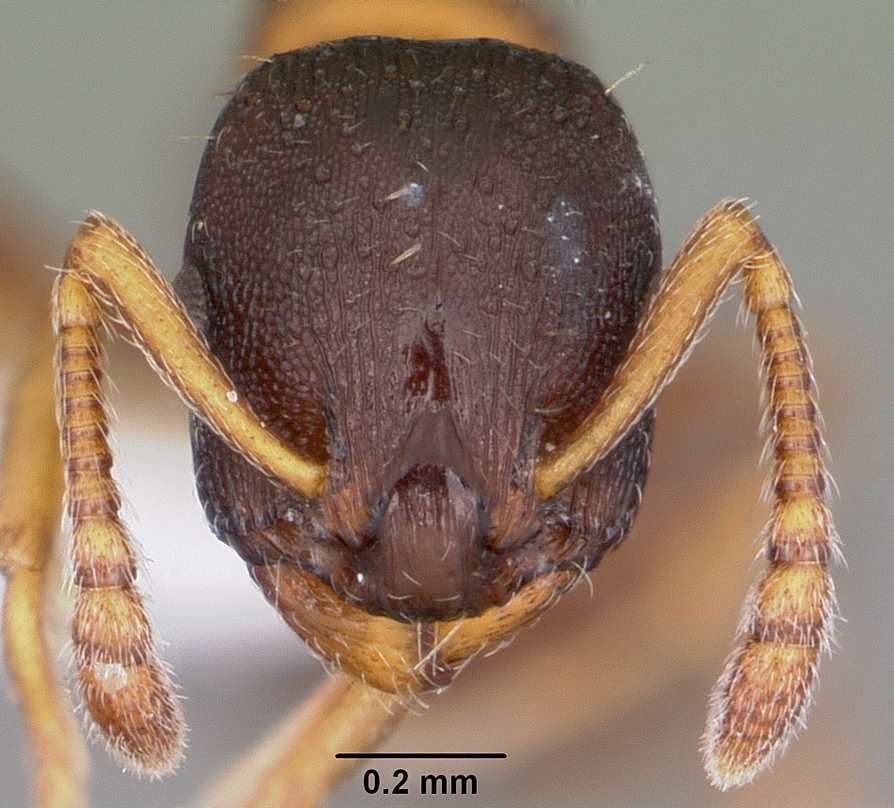
Leptothorax muscorum

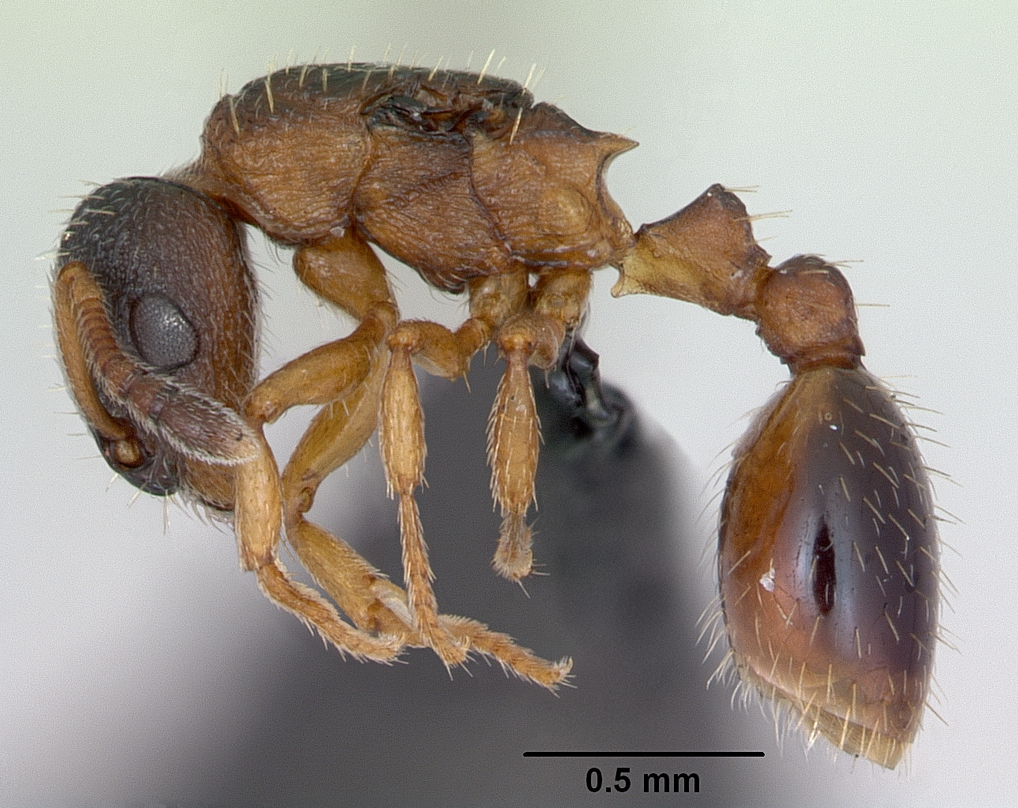
Бескрылая самка муравья Leptothorax muscorum

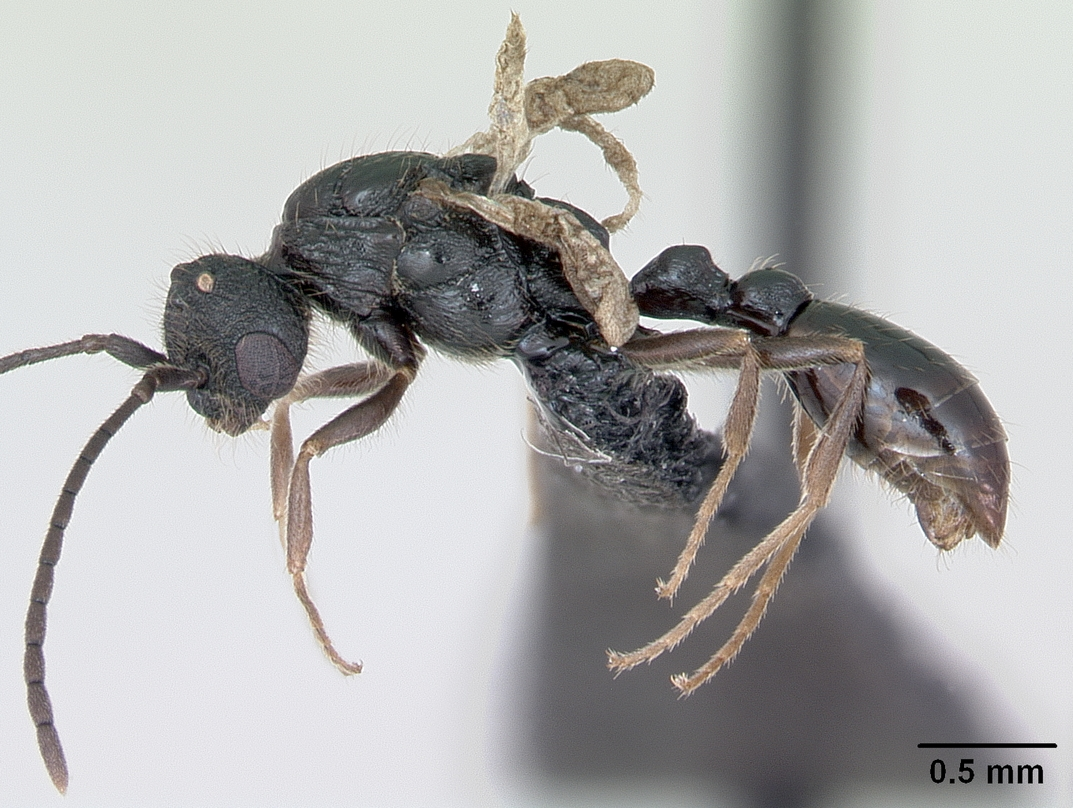
Крылатый самец муравья Leptothorax muscorum

Leptothorax muscorum (лат.) — вид мелких по размеру муравьёв из подсемейства Myrmicinae, семейства Formicidae. Палеарктика, Неарктика. Обитает в различных местах на большей части Европы, в Северной Азии, Северной и Центральной Америке, с особенно широким распространением в Палеарктике. Способный выживать в экстремальных арктическо-альпийских условиях, этот вид является, возможно, самым северным обитателем Западного полушария.

## Описание
Было выделено несколько очень похожих подвидов L. muscorum, включая L. m. betulae, L. m. fagi, L. m. flavescens, L. m. gredleri, L. m. nigriceps, L. m. oceanicum, L. m. scamni, L. m. septentrionalis, L. m. sordida, L. m. sordidus и L. m. uvicensis. Изучение ферментных паттернов позволило выявить ряд других видов Leptothorax (включая L. retractus, L. sphagnicolus и L. crassipilis), которые морфологически и генетически сходны настолько, что некоторые филогенетики классифицировали их как часть «группы muscorum» (тип таксона «кластер») внутри Leptothorax.
Рабочие в колонии обычно небольшие (2,7—3,2 мм) и темноокрашенные (черные, темно-коричневые или темно-красные), причем в одной популяции часто встречаются несколько морф цвета и размера, но в каждой популяции наблюдаются отличительные склонности к размеру и окраске. Рабочие обычно являются самыми темными членами колонии. У этого вида антенна состоит из 11 сегментов, а проподеум имеет пару коротких, но отчетливых угловатых шипов между верхней и склоняющейся сторонами. Волоски на придатках обычно немногочисленны и прижаты.

## Экология и распространение
Муравьи L. muscorum встречаются по всей Евразии, колонии отмечены во всех европейских странах, за исключением Британских островов, и по всей оси северной России с востока на запад. Виды также широко распространены в Северной Америке, с колониями на Аляске, в Альберте, Аризоне, Британской Колумбии, Калифорнии, Канаде, Колорадо, Джорджии, Мэне, Монтане, Неваде, Нью-Мексико, Огайо, Пенсильвании, Южной Дакоте, Юте, Вашингтоне и вплоть до юга Мексики. Колонии были обнаружены далеко на севере, вплоть до устья реки Маккензи, что, возможно, является самым северным рекордом для любого вида муравьев в Западном полушарии. Колонии были обнаружены на высотах от 2 до 3810 метров, в среднем 2003 метра.
Вид встречается преимущественно в лесистой местности (особенно в осиновых и хвойных лесах с ограниченной листвой в горных районах), в кустарниковых зарослях и на открытых горных лугах. Колонии часто встречаются под камнями, в коре деревьев, в гниющей древесине и во мху, от которого вид и получил свое название. Колонии обычно содержат менее 100 рабочих, в них может быть одна или несколько королев. У этого вида встречается полидомия, когда несколько камер, каждая из которых содержит свою королеву и гнездо, связаны в более крупный колониальный комплекс. Как и другие муравьи Leptothorax, L. muscorum часто перемещают места гнездования, если возникает необходимость. Этот процесс начинается с того, что рабочие-разведчики вербуют отдельных сородичей для посещения нового места гнездования с помощью тандемного бега. Если новое место гнездования подходит для нужд колонии, рабочие прекращают использовать тандемный бег и начинают переносить соплеменников (расплод и маток) в новое гнездо.

## Систематика
Кроме номинативного выделяют подвид Leptothorax muscorum uvicensis Blacker, 1992.

### Синонимия
- Myrmica muscorum Nylander
- Leptothorax yankee Emery
- Leptothorax septentrionalis Wheeler
- Leptothorax sordidus Wheeler
- Leptothorax canadensis Provancher